# Veronica Cartwright
Veronica A. Cartwright (ur. 20 kwietnia 1949 w Bristolu w Wielkiej Brytanii) – brytyjska aktorka filmowa i telewizyjna.

## Życiorys
Jako dziecko, razem z rodzicami i młodszą siostrą Angelą, wyemigrowała do Stanów Zjednoczonych. W wieku ośmiu lat rozpoczęła karierę dziecięcej modelki. Wystąpiła również w kilku spotach reklamowych. Rok później miał miejsce jej debiut na kinowym ekranie. Veronica wystąpiła w filmie In Love and War. Praca na planie tak bardzo jej się spodobała, że postanowiła kontynuować karierę aktorską. Kolejną role zagrała w serialu stacji CBS Leave it to Beaver. Przez parę lat grywała głównie w serialach familijnych.
Na początku lat sześćdziesiątych zaczęła dostawać pierwsze znaczące role filmowe. Wystąpiła u boku Shirley MacLaine i Audrey Hepburn w dramacie Niewiniątka. Została wówczas zauważona przez samego Alfreda Hitchcocka, który powierzył jej najważniejszą rolę dziecięcą w dreszczowcu Ptaki. Krytyka była zachwycona rolą młodej aktorki. Veronica jednak przez kolejne lata występowała głównie w telewizji. Za jeden z projektów tv – Tell Me Not in Mournful Numbers – została w wieku piętnastu lat nagrodzona nagrodą Emmy. Zagrała młodą dziewczynę, która po nieudanej próbie samobójczej trafia do szpitala psychiatrycznego. W roku 1968 postanowiła na kilka lat przerwać karierę. Gdy miała dziewiętnaście lat, wyszła za mąż za Richarda Gatesa.
Pierwszą dorosłą rolą była postać Harlene, gwiazdy niemych erotyków, w filmie Cięcie Johna Byruma. Niedługo potem artystka rozwiodła się z mężem, jednak do dziś nie żałuje udziału w tym filmie i często podkreśla, że to jedna z jej najistotniejszych ról. Film nie okazał się przebojem, lecz rola Cartwright nie przeszła bez echa. Aktorka udzielała wiele wywiadów i w 1976 roku pojawiła się na rozkładówce magazynu Playboy. W drugiej połowie lat siedemdziesiątych zaczęła dostawać coraz ciekawsze propozycje. Miło wspomina prace na planie filmu Idąc na południe, poznała bowiem wówczas weterana kina Jacka Nicholsona. Następnie Veronica zaczęła grać głównie w popularnych filmach science-fiction. Pierwszym z nich była kultowa Inwazja łowców ciał, gdzie jej filmowym mężem był Jeff Goldblum. Przełomem okazał się występ w filmie Ridleya Scotta Obcy – ósmy pasażer Nostromo. Film okazał się przebojem, a aktorów grających główne role uczynił gwiazdami. Veronica została za swoją kreację nagrodzona Saturnem dla najlepszej aktorki drugoplanowej.
W latach osiemdziesiątych poślubiła reżysera Richarda Comptona. W tym czasie Veronica zagrała jedną z głównych ról w przeboju Pierwszy krok w kosmos i przygodowym Locie nawigatora. Niedługo później urodziła syna Dakote. Sukcesem okazała się rola w komedii Czarownice z Eastwick. Aktorka zagrała w niej rolę nawiedzonej przez diabła Felicci Alden, a na ekranie partnerowali jej Jack Nicholson, Cher, Susan Sarandon i Michelle Pfeiffer. Od czasu do czasu pojawiała się w filmach męża, m.in. w jednym z odcinków popularnego serialu Słoneczny patrol.
W latach dziewięćdziesiątych skupiła się głównie na rolach w telewizji. Zagrała rolę reporterki Patricii Benedict w Córce Hitlera. W 1992 roku ponownie zagrała z Jackiem Nicholsonem, tym razem w komedii Kłopoty z facetami. Pamiętna pozostaje również rola Cartwright w Candymanie II: Pożegnaniu z ciałem.
Kolejne lata nie przyniosły Veronice wiele ról filmowych. Aktorka grywała głównie epizodyczne role w komediach. Znalazła za to swoje miejsce w telewizji. Była kilkakrotnie nominowana do nagrody Emmy za role w popularnych serialach: Ostry dyżur i Z Archiwum X. Jej kariera stanęła w miejscu. Grywała głównie w niskobudżetowych produkcjach i filmach tv, a także coraz częściej pojawiała się w filmach dokumentalnych. W roku 2001 zyskała popularność wśród nastolatków dzięki roli w młodzieżowej komedii Straszny film 2. Parodiowała tam postać Chris McNeil ze słynnego horroru Egzorcysta, a jej filmową córką była gwiazda American Pie Natasha Lyonne. Krytycy docenili jej rolę w niezależnej produkcji Straight-Jacket, przyznając jej w 2005 roku nagrodę Glitter.
Obecnie Veronica gra zarówno w zwariowanych komediach (Nowożeńcy), jak i zachwalanych przez krytykę dramatach (Kinsey, Za drzwiami sypialni). Niedawno powróciła do ról w kinie sci-fi; wystąpiła w kilku odcinkach serialu Inwazja oraz w filmie pod tym samym tytułem, gdzie partnerowała m.in. Nicole Kidman i Danielowi Craigowi.
W 2014 roku powtórzyła rolę Joan Lambert w grze komputerowej Obcy: Izolacja (Alien: Isolation; był to występ głosowy). Następnie zagrała w horrorze The Town That Dreaded Sundown ('14).